# Helichrysum lancifolium
Helichrysum lancifolium là một loài thực vật có hoa trong họ Cúc. Loài này được (Thunb.) Thunb. mô tả khoa học đầu tiên.